# Associação de Golfe dos Estados Unidos
A Associação de Golfe dos Estados Unidos (em inglês: United States Golf Association; abreviação: USGA) é a associação nacional de campos de golfe, clubes e instalações dos Estados Unidos e é o órgão regulador do golfe nos Estados Unidos e no México. Conjuntamente com a R&A, a USGA produz e interpreta as regras do golfe. A USGA também oferece um sistema de handicap nacional para jogadores de golfe, conduz 14 campeonatos nacionais, incluindo o US Open, o US Open Feminino e o US Senior Open, e testa equipamentos de golfe para conformidade com os regulamentos. A USGA e o Museu da USGA estão localizados em Liberty Corner, Nova Jérsei.

## História
A USGA foi formada originalmente em 1894 para resolver a questão de um campeonato amador nacional. No início daquele ano, o Newport Country Club e o Saint Andrew's Golf Club, Yonkers, Nova Iorque, declararam os vencedores de seus torneios como "campeões amadores nacionais". Naquele outono, delegados de Newport, St. Andrews, The Country Clun, Chicago Golf Club, e do Shinnecock Hills Golf Club se encontraram em Nova Iorque para formar o órgão governante, que iria administrar o campeonato e também as Regras do Golfe para o país. Em 22 de dezembro, a "Associação Amadora de Golfe dos Estados Unidos" foi oficialmente formada e, logo depois, renomeada para "Associação de Golfe dos Estados Unidos". Theodore Havemeyer foi o seu primeiro presidente, e o troféu US Amateur foi nomeado em sua homenagem.
O primeiro US Amateur (Torneio Amador dos EUA) foi disputado em 1895 no Newport Country Club, com Charles B. Macdonald (que foi vice-campeão em ambos os torneios do ano anterior) vencendo o campeonato. O primeiro US Open foi realizado no dia seguinte. Foi só em 1898 que os dois eventos foram realizados em clubes separados. Hoje, a USGA administra 14 campeonatos nacionais separados, dez dos quais são expressamente para amadores.
A USGA gradualmente expandiu seus membros dos cinco clubes originais. Havia 267 sócios em 1910 e 1.138 clubes em 1932. O número de membros caiu durante a Grande Depressão e a Segunda Guerra Mundial, mas se recuperou em 1947. Em 1980, havia mais de 5.000 clubes e hoje o número de sócios ultrapassa 9.700.
Em 17 de setembro de 1956, Ann Gregory começou a competir no US Women's Amateur Championship, tornando-se assim a primeira mulher afro-americana a jogar em um campeonato nacional conduzido pela USGA.

## Competições organizadas pela USGA
A USGA organiza ou coorganiza as seguintes competições:

### Campeonatos abertos
Um campeonato de golfe "aberto" é aquele em que podem participar profissionais e amadores. Na prática, tais eventos são sempre vencidos por profissionais hoje em dia. Os dois principais abertos nos EUA são:
- US Open – sem restrições de idade ou gênero, exigência de Índice de Handicap de 1,4 ou menor. Fundado em 1895, é o segundo mais antigo dos quatro grandes campeonatos .
- US Women's Open – feminino, sem restrições de idade, exigência de "Índice de Handicap" de 2,4 ou menor. Fundado em 1946 e administrado pela USGA desde 1953, é o mais antigo dos cinco cursos femininos.

A última vitória de um amador no US Open foi 90 anos atrás em 1933 e uma amadora venceu a prova feminina apenas uma vez, 56 anos atrás, em 1967 .
A USGA também realiza o US Senior Open para competidores com 50 anos ou mais. Este é um dos cinco torneios principais reconhecidos pelo tour dominante no mundo para golfistas com 50 anos ou mais, o PGA Tour Champions. A  grande maioria dos competidores joga regularmente nesse tour. Muitos dos jogadores restantes competem no equivalente europeu do PGA Tour Champions, o European Senior Tour, que reconhece o US Senior Open como um de seus três torneios principais. A USGA adicionou uma contraparte feminina em 2018.
- US Senior Open – sem restrição de gênero, jogadores com 50 anos ou mais, exigência de índice de handicap de 3,4 ou menor, estabelecido em 1980.
- US Senior Women's Open - jogadoras de 50 anos ou mais com um índice de handicap de 7,4 ou menor, estabelecido em 2018.[6]

### Campeonatos amadores individuais
O golfe profissional nos EUA é administrado principalmente pelo PGA Tour, LPGA e o PGA da América. Porém, a USGA organiza os 10 campeonatos amadores nacionais. Os principais eventos são abertos a todas as faixas etárias, mas geralmente são vencidos por jogadores de golfe com vinte e poucos anos:
- US Amateur - sem restrições de idade ou gênero, índice de handicap de 2,4 ou menor, estabelecido em 1895.
- US Women's Amateur - sem restrições de idade, mulheres com um índice de handicap de 5,4 ou menor, estabelecido em 1895.

Existem dois campeonatos para jogadores menores de 19 anos:
- US Girls' Junior - meninas com um índice de handicap de 9,4 ou menor, estabelecido em 1949
- US Junior Amateur - sem restrição de gênero, índice de handicap de 4,4 ou menor, estabelecido em 1948

E dois para golfistas seniores:
- US Senior Amateur - sem restrição de gênero, jogadores com 55 anos ou mais, índice de handicap de 7,4 ou menor, estabelecido em 1955
- US Senior Women's Amateur - mulheres de 50 anos ou mais com um índice de handicap de 18,4 ou menor, estabelecido em 1962

Como o US Amateur e o US Women's Amateur tornaram-se cada vez mais dominados por futuros profissionais de torneios, dois campeonatos nacionais foram adicionados na década de 1980 para "amadores de carreira" com 25 anos de idade ou mais:
- US Mid-Amateur - sem restrição de gênero, jogadores com 25 anos ou mais, índice de handicap de 3,4 ou menor, estabelecido em 1981
- US Women's Mid-Amateur - mulheres de 25 anos ou mais com um índice de handicap de 9,4 ou menor, estabelecido em 1987

### Campeonatos amadores por equipes
Esses eventos de equipe foram anunciados pela USGA em 2013 como substitutos dos campeonatos de links públicos descontinuados e disputados pela primeira vez em 2015. Ambos são disputados por equipes de dois membros em partidas de quatro bolas. Os sócios não precisam ser do mesmo clube, subdivisão política ou país.
- US Amateur Four-Ball – sem restrições de idade ou sexo; índice de handicap de 5,4 ou menor
- US Women's Amateur Four-Ball - sem restrições de idade, mulheres com um índice de handicap de 14,4 ou menor